# 暗坡条纹

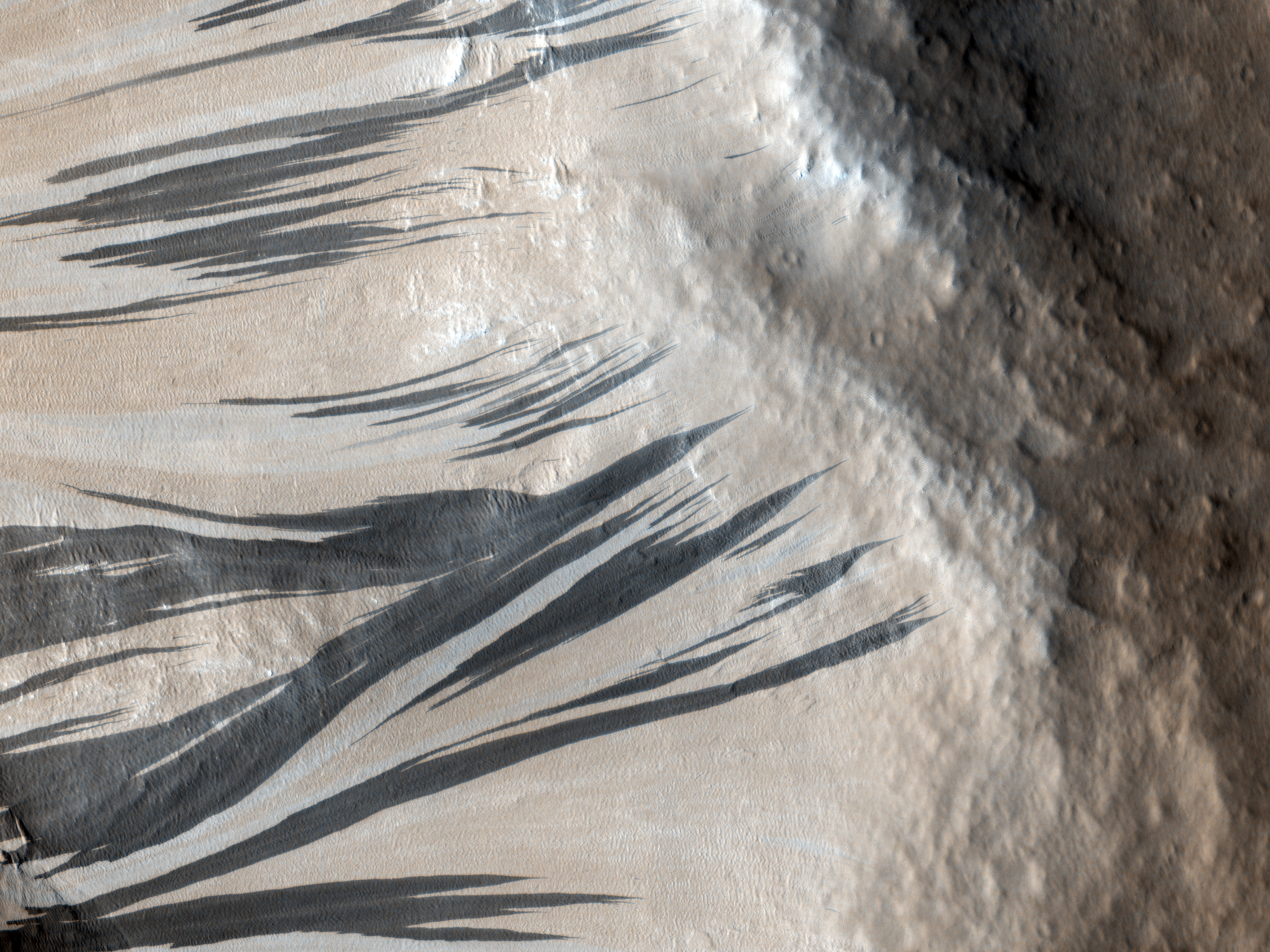
2010年在阿刻戎槽沟群发现的暗坡条

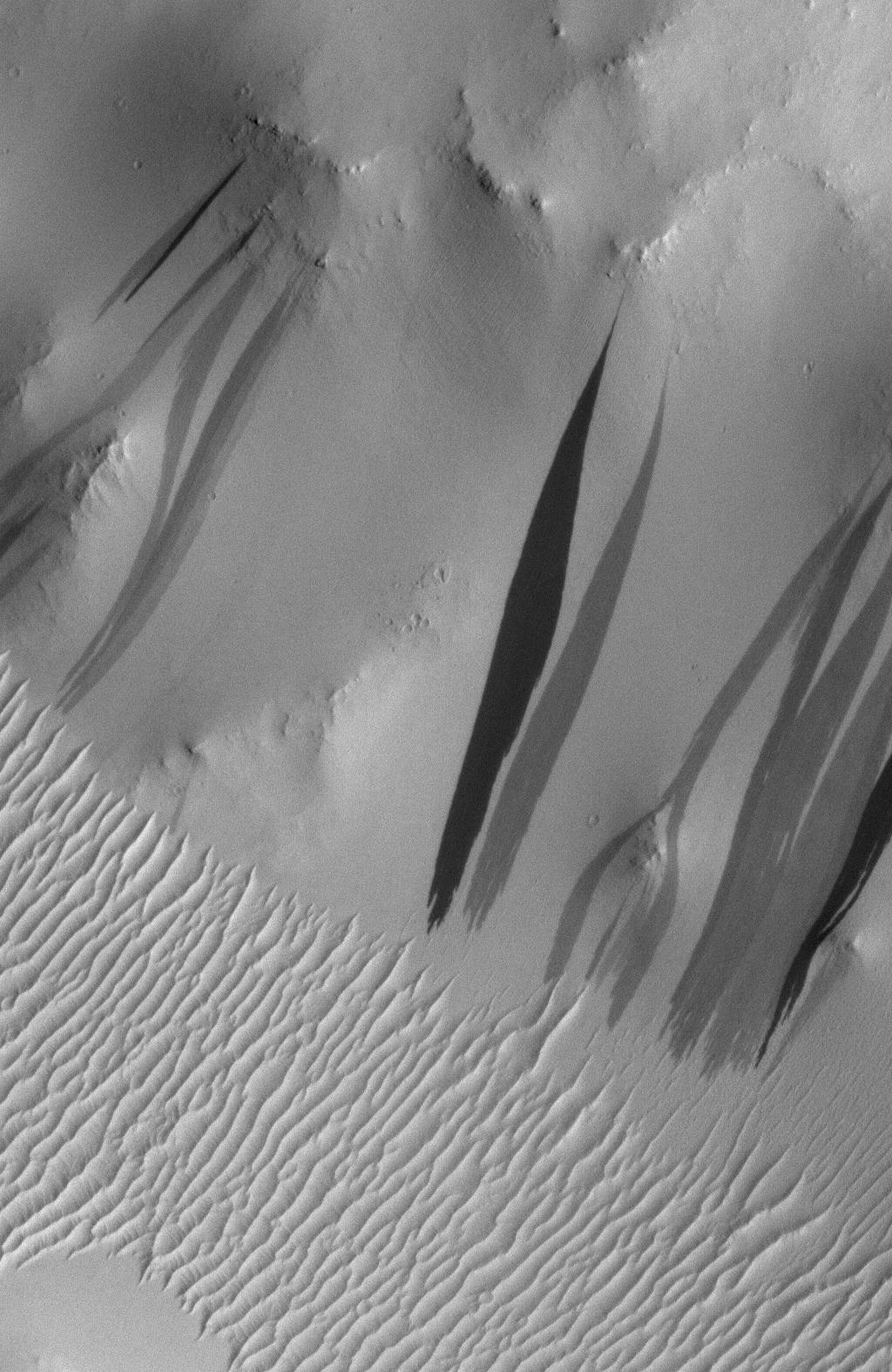
火星全球探勘者号探测器上的火星轨道器相机在阿拉伯高地观察到的暗坡条纹，最暗的条纹只比周边环境暗10%左右。由于增强了对比度，图像中的反差更明显。该图像覆盖范围为1.65公里（1英里），下方为北。

暗坡条纹（Dark slope streaks）是一系列狭长的崩塌般特征，常见于火星赤道地区尘埃覆盖的斜坡上。它们形成于相对陡峭的地势，例如悬崖和陨石坑坑壁上。虽然在20世纪70年代末的海盗号轨道飞行器拍摄图像中已被首次发现， 但直到20世纪90年代末和21世纪初的火星全球探勘者号（MGS）和火星勘测轨道飞行器（MRO）提供了更高分辨率的图像，暗坡条纹才开始被进行详细的研究。
产生暗坡条纹的物理作用现在仍不清楚，它们最有可能是陡峭斜坡上松散、细粒的物质崩塌所引起（即粉尘崩塌）。雪崩扰乱并抹去了表面明亮的尘埃层，而暴露出较暗的底下层。水和其他挥发成分在条纹形成中的作用（如果有的话）仍然存在争议。斜坡条纹特别有趣，因为它们是目前在火星上可以观察到的少数仍在活跃的地质现象之一。

## 火星暗纹的性质
暗坡条纹属反照率特征，在肉眼看来，它们是与浅色背景坡之间的一种亮度差异。通常除了最高分辨率（<1米/像素）图像外，无法在无明显起伏变化的地形中区分条纹与它周围的地貌。在很多情况下，斜坡的原始表面纹理仍将保持并继续穿过条纹，似乎并不受暗纹形成事件的影响（如左图所示），整体外观效果尤如沿斜坡投射下的部分阴影。这些观察结果表明，无论条纹形成的过程是什么，它只影响最表面的一层，坡纹也仅比周边地表暗10%左右，但在图像中通常显示为黑色，这是因为对比度被人为调高了。

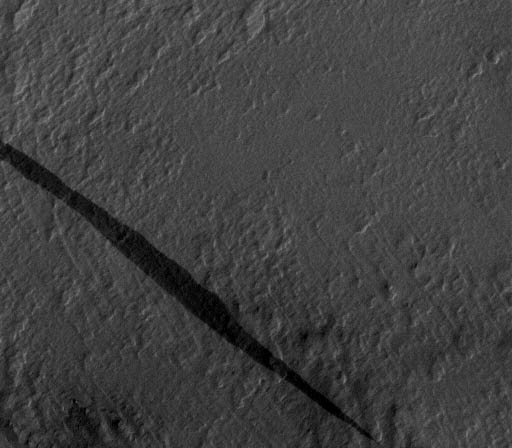
暗坡条纹通常不会影响它们所在斜坡的底层纹理，这表明造成条纹的扰动只是表层性的，此处的这条暗纹有1.3公里长。

火星表面遍布着大小不同的反照率特征，构成了从望远镜可看到的火星古典明暗标记(参见火星古典反照率特征，这些标记是因火星表面所覆盖的尘埃比例不同而造成。火星尘埃呈微红的亮赭色，而基岩和土壤（表岩屑）则呈深灰色（颜色未变的玄武岩）。因此，火星上多尘区域显得明亮（高反照率），而岩石和岩屑比例较高的地表则通常较暗（低反照率）。火星上大部分的反照率特征都是由风造成，风清除了一些区域的尘埃，留下了一层更暗的隔温层。在其他区域，尘埃沉积则形成明亮的表面；而在撞击坑和其他障碍物周围，尘埃选择性的清除和堆积最为明显，在这些障碍物周围形成了各种条纹（风尾）和不规则斑块。
暗坡条纹为相对较小的特征（见图片集中的A图） 它们与较大的反照率特征不同，是由重力而非风力所产生，尽管风可能也是它们最初形成的原因（见图片集中的B图）。颜色变暗的原因尚不确定，所涉及的颗粒尺寸被认为非常小（沙、淤泥和黏土大小的颗粒），不存在大到足以被拍摄出的碎屑，且下层岩床坡从未暴露（即灰尘只是从尘埃表层崩落）。显然，其他光学、机械或化学性质等也与较暗色调的产生有关。
暗坡条纹通常与其他色调不同的坡纹同处同一斜坡，最暗的条纹被推定是最年轻的，它们的边缘比不那么暗的条纹更清晰，这种关系表明条纹会随着时间的推移而变淡并变得更加弥散，可能是因为它们被从大气中飘落的新鲜尘埃所覆盖，褪色的暗坡度条纹应不会与明亮的斜坡条纹相混淆（下面讨论），沙尘暴在火星上很常见，有时整个行星都被沙尘暴所笼罩，如下图所示。

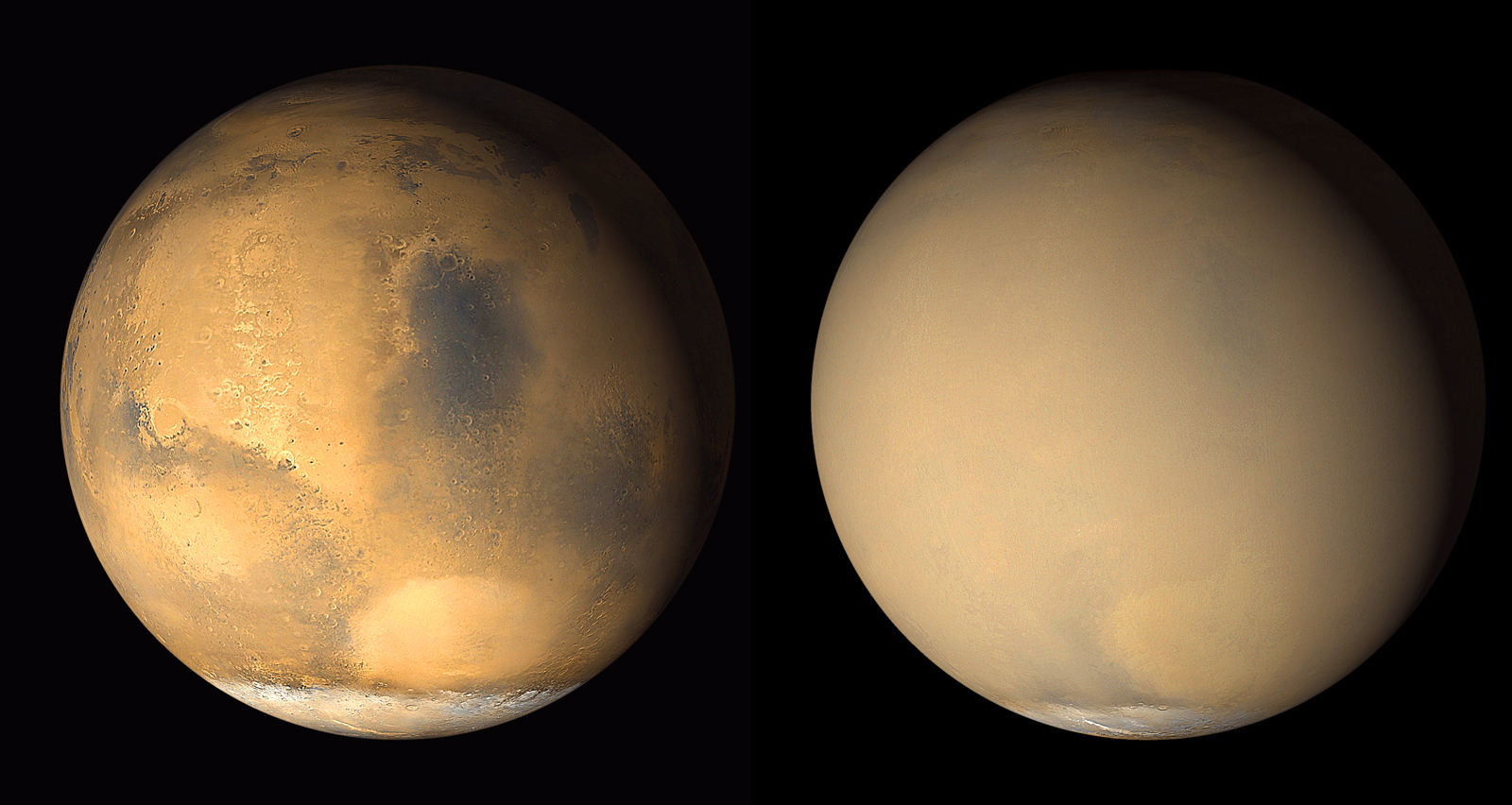
2001年6月无沙尘暴的火星（左）和2001年7月火星全球探勘者号所见到的全球沙尘暴的火星（右）。

## 形态与出现

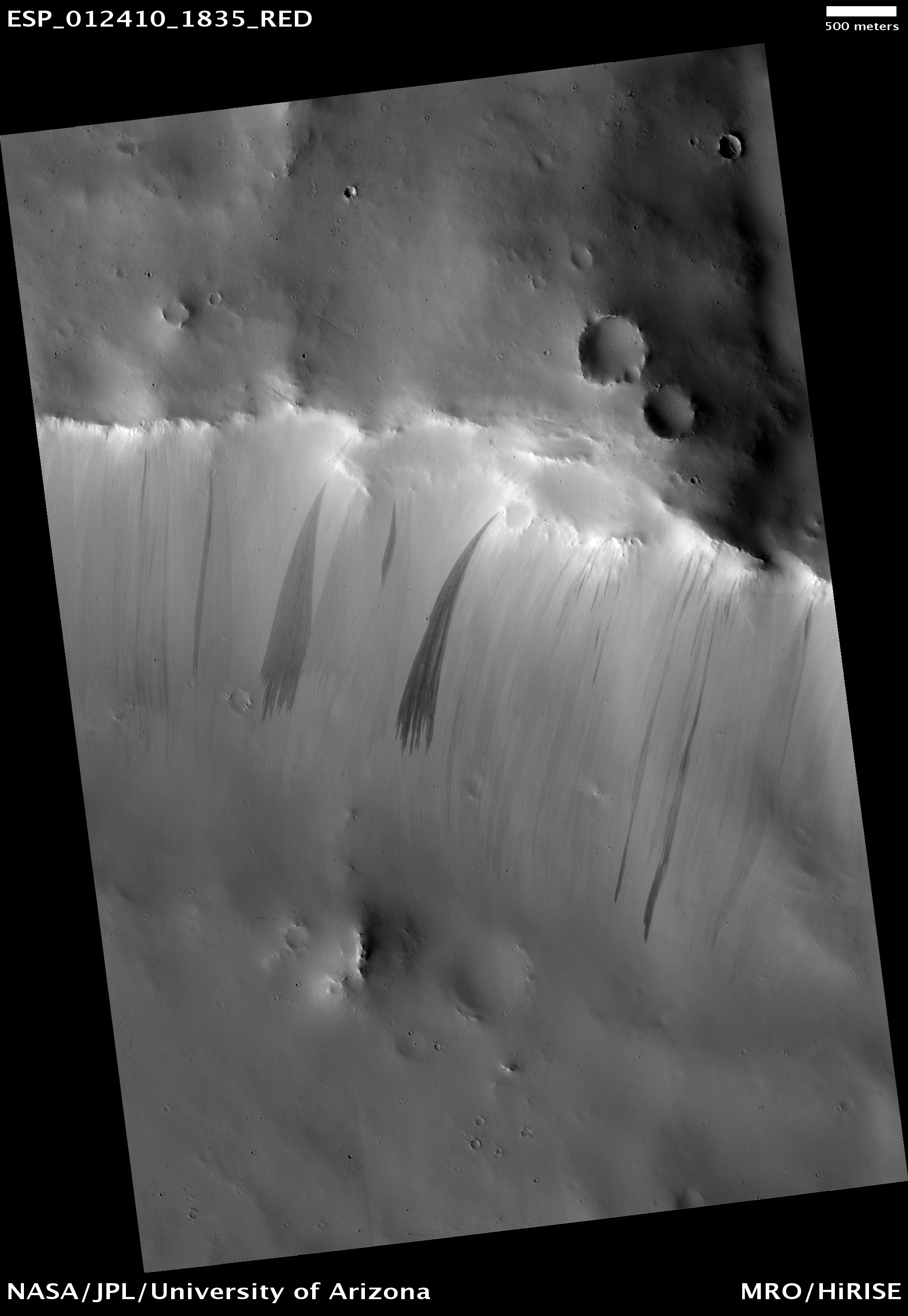
暗坡条纹通常为下坡端呈指状分裂的扇形，图像来自火星勘测轨道飞行器高分辨率成像科学设备相机拍摄。

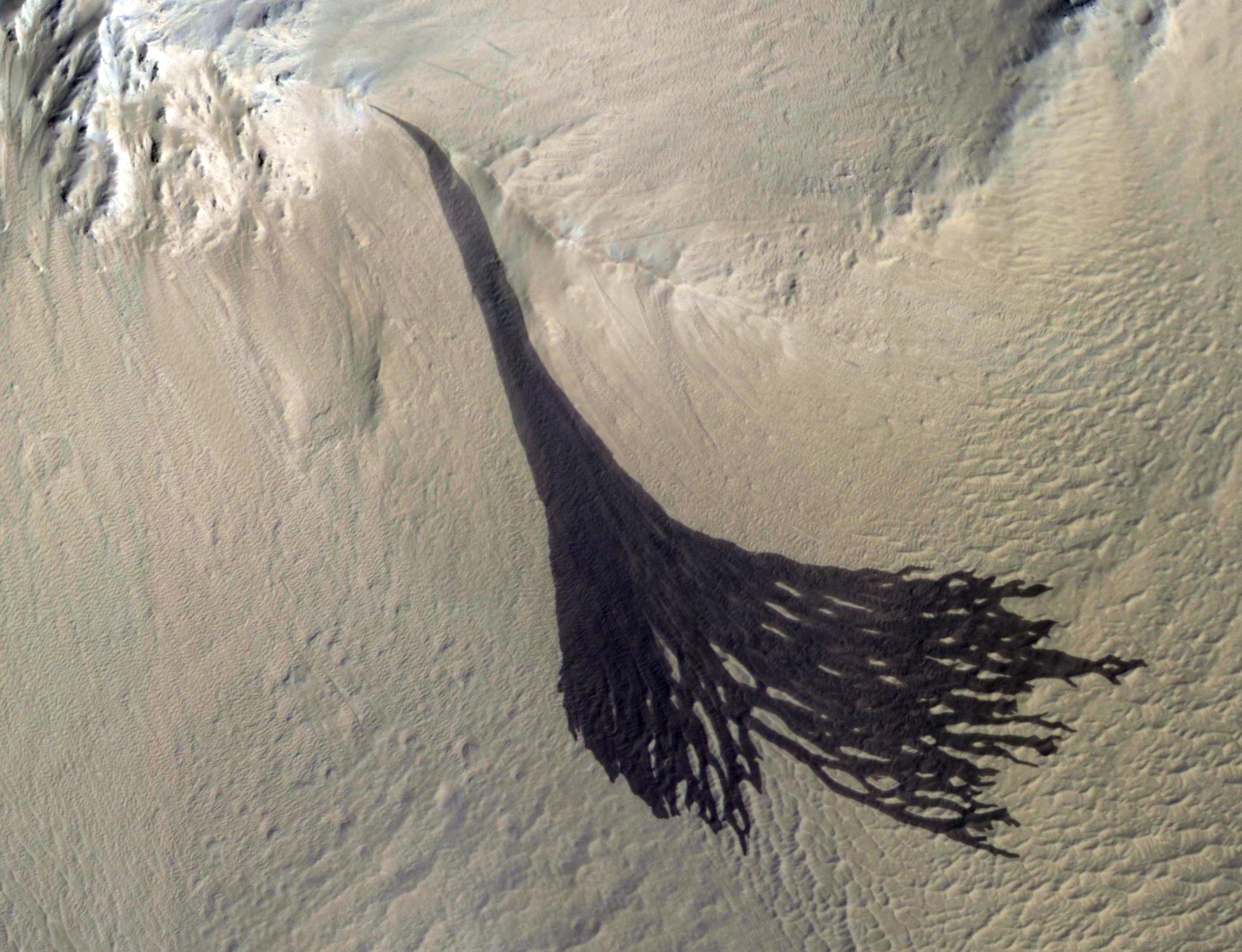
斜坡条纹

在中等分辨率（20-50米/像素）下，暗斜坡条纹显示为沿撞击坑边缘和悬崖向下倾斜排列的纤薄平行细丝，它们通常是笔直的，但也可能呈弯曲或S形（请参见图片集中的C图）。更近一点，暗坡条纹通常具有细长的扇状形（如右图所示），其宽度从20米到200米不等，一般有数百到1000米长，长度超过2公里的暗坡条纹并不常见，大部分都会终止在斜坡上，并不会延伸到平坦地形。
一道暗纹通常是从斜坡上一处高点（顶点）开始，顶点通常与小孤脊、小丘或其他局部变陡区域有关。在高分辨率图像中，有时可在顶点看到一座极小的撞击坑。斜坡条纹从顶点向下呈三角形状逐惭展开，通常在其长度中点以下达到最宽。单条斜坡纹可以在障碍物周围分裂为两条或绕过形成吻合结构（参见照图片集的D和E图），斜坡纹通常在下坡末端形成多指状（指状分裂）。

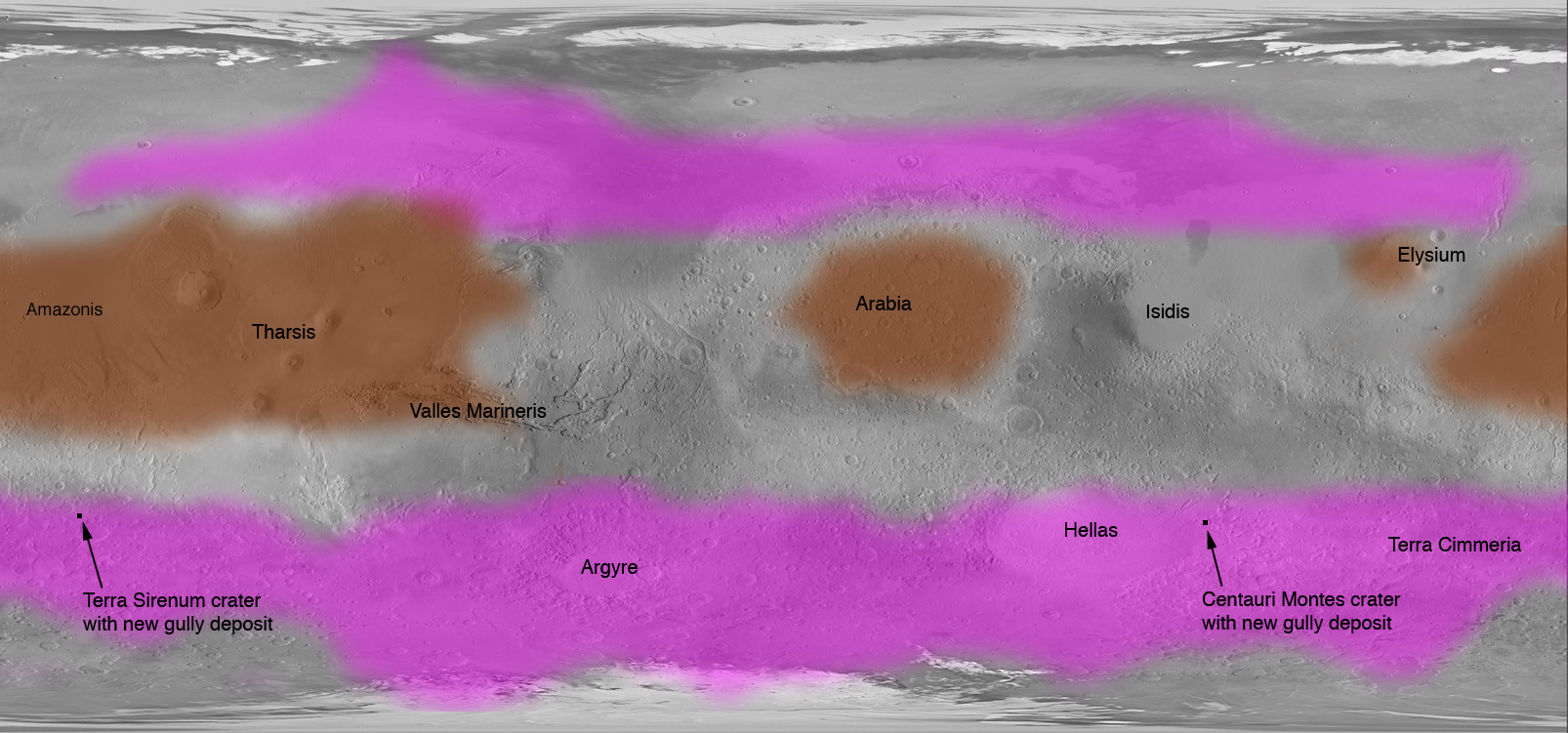
火星地图显示暗坡条纹（棕色）出现在尘埃覆盖的赤道区；粉色区域是火星冲沟和冲积扇位置，这种地理分布表明，冲沟和坡道纹分属不同的现象。

来自火星勘测轨道飞行器上高分辨率成像科学设备的图像显示，与之前的描述相反，很多斜坡条纹都有起伏地形。在之前的描述中，条纹与相邻非条纹表面之间看不出地形差异。
暗坡条纹在火星赤道区最为常见，尤其是在塔尔西斯、阿拉伯高地和亚马逊区（左图）。它们出现在北纬39°和南纬28°之间，在其北部界线，会优先出现在温暖、朝南的斜坡上。奇怪的是，斜坡条纹也与最高温达到275K（摄氏2度）—接近火星上水的三相点温度的区域有关，这种关系使得一些研究人员认为液态水参与了暗坡条纹的形成。
暗坡条纹似乎与海拔高度或特定基岩地质区域无关，它们出现在各种质地的斜坡上，包括表面平坦、无特征、可能很年轻以及古老、严重坑洼的斜坡。但是，它们总是与表面高度粗糙、高反照率和低热惯量的区域相关，这些特性表明陡坡上覆盖着大量尘埃。
有人认为条纹可能形成于日出后开始的干冰升华。低纬度地区，CO2在夜间的霜冻很普遍。

## 形成机制

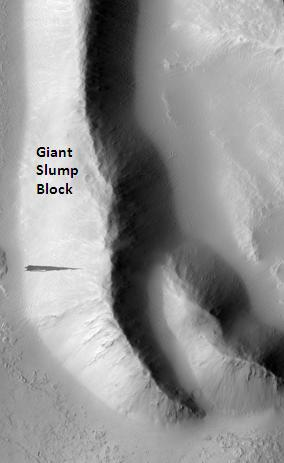
高分辨率成像科学设备看到的塔尔西斯丘暗纹图像，它位于图中左下侧，右边就是塔尔西斯丘。

研究人员提出了多种暗坡条纹产生的形成机制，最普遍的观点是，这些条纹是干燥颗粒流产生的尘埃雪崩的结果。在陡峭斜坡上，尘暴类似于地球上的松雪雪崩。在寒冷、几乎无风条件下产生的干燥粉状雪，单个雪晶之间几乎没有粘合力，当这种积雪堆积时就会发生松雪雪崩，这一过程会在雪面上产生出一条极浅的凹槽（脱皮），从远处看，它的色调比斜坡的其他部分略暗。
其他模型涉及到水，或是以泉水释流、湿泥石流或富氯卤水季节性渗漏等形式。利用火星奥德赛号中子光谱仪的数据，研究人员发现斯基亚帕雷利盆地中的斜坡条纹出现在预计产量在7.0%到9.0%水当量氢（WEH）的区域，而典型的背景值小于4%，这种关系表明，高百分比水当量氢与暗坡条纹的出现之间存在关联。然而，由于火星上液态水的整体热力学不稳定性，任何需要大量水的过程（如泉流释放）似乎都不太可能。
另一种模型提出，暗斜坡条纹是被二氧化碳（CO2）气体湿润的干燥尘埃所形成的贴地密度流产生的。在这种设想下，少量初始沉降在地表的CO2气体吸附在地表下颗粒上，产生了一种以微弱的密度流沿下坡方向移动的尘流。这种机制可能有助于解释异常长的斜坡条纹。
部分观察结果表明，暗坡条纹可能由撞击引发。2007年和2010年背景相机获得的照片显示，奥林帕斯山光环上出现了一道新的条纹。一幅来自高分辨率成像科学设备的后续图像显示，条纹顶部有一座新的陨石坑。研究人员得出结论：撞击引发了新的斜坡条纹。后来在阿拉伯区发现了另一条与撞击有关的条纹。

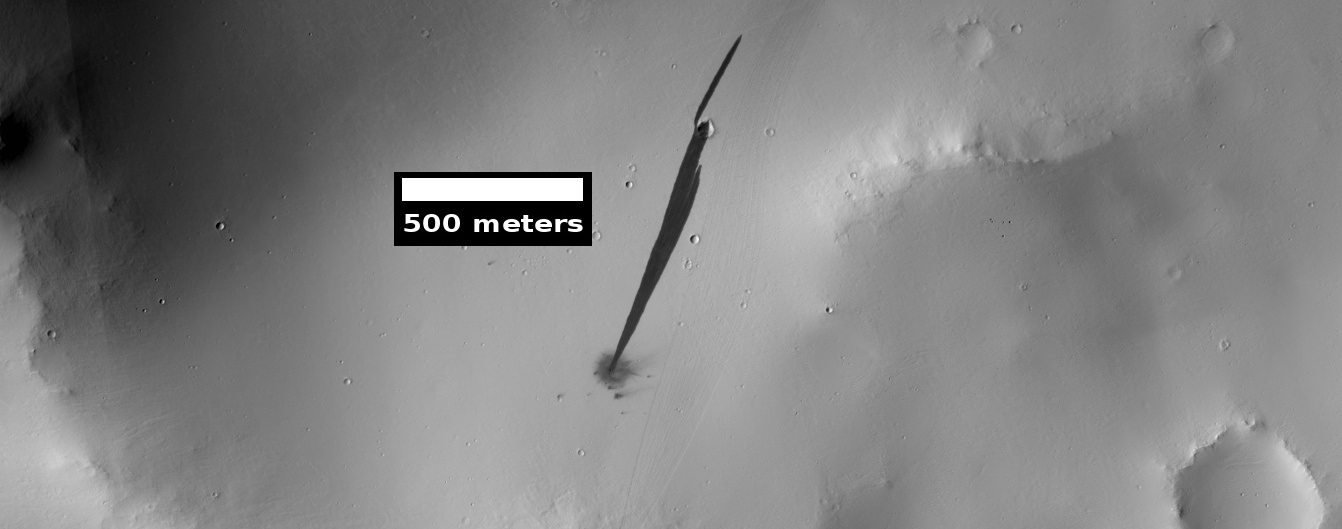
高分辨率成像科学设备在阿拉伯区看到，近期一次撞击形成的一座小陨坑产生了新的条纹。

2012年1月发表在《伊卡洛斯》杂志上的研究发现，暗色条纹是由以超音速飞行的陨石气流引发的。由亚利桑那大学本科生“凯兰·伯利”（Kaylan Burleigh）主持的科研团队，在计算了5座新陨坑撞击点周围约65000条暗色条纹后，发现了一些模式，靠近撞击点的条纹数量最多，所以，这种撞击可能是造成条纹的原因。此外，条纹的分布构成了一种从撞击点向两侧延伸的双翼图案。弯曲的双翼形似半月短刀（scimitars）或小弯刀。这种模式表明，来自陨石群气流相互作用使尘埃产生的松动，足以引发形成众多暗纹的尘埃雪崩。起初，人们认为是撞击引起的地面震动导致了尘埃雪崩，但若果真如此，暗色条纹将对称地排列在撞击点周围，而非聚集成弯曲的形状。
这群陨石坑位于奥林匹斯山以南510英里的赤道附近，坐落在一种被称为“梅杜莎槽沟层”的地形上。该地层覆盖着尘埃，包含被称为雅丹地貌的风蚀脊，这些雅丹山脊的陡坡上覆盖着厚厚的尘埃，因此，当撞击产生的气流声爆抵达时，尘埃将开始沿着山坡向下崩落。
利用火星全球探勘者号和美国宇航局火星勘测轨道飞行器上的高分辨率成像科学设备相机拍摄的照片，科学家们发现火星上每年约有20次新的撞击。由于探测器在14年的时间里几乎一直都在对火星进行连续成像，因此可将疑似有新出现陨石坑的较新图像与较早的图像进行比较，以测定陨坑形成的时间。由于这群陨坑是在2006年2月的高分辨率成像科学设备图像中发现的，但在2004年5月火星全球探勘者号拍摄的图像中并不存在，因此，撞击应发生在那段时间之内。
该群陨坑中最大的陨石坑直径约22米（72英尺），接近一座篮球场的大小。当陨石穿过火星大气层时，它很可能会碎裂，因此形成了一组密集的撞击坑。暗坡条纹的出现已有一段时间了，人们提出了许多想法来解释它们，这项研究可能会最终解开这个谜团。

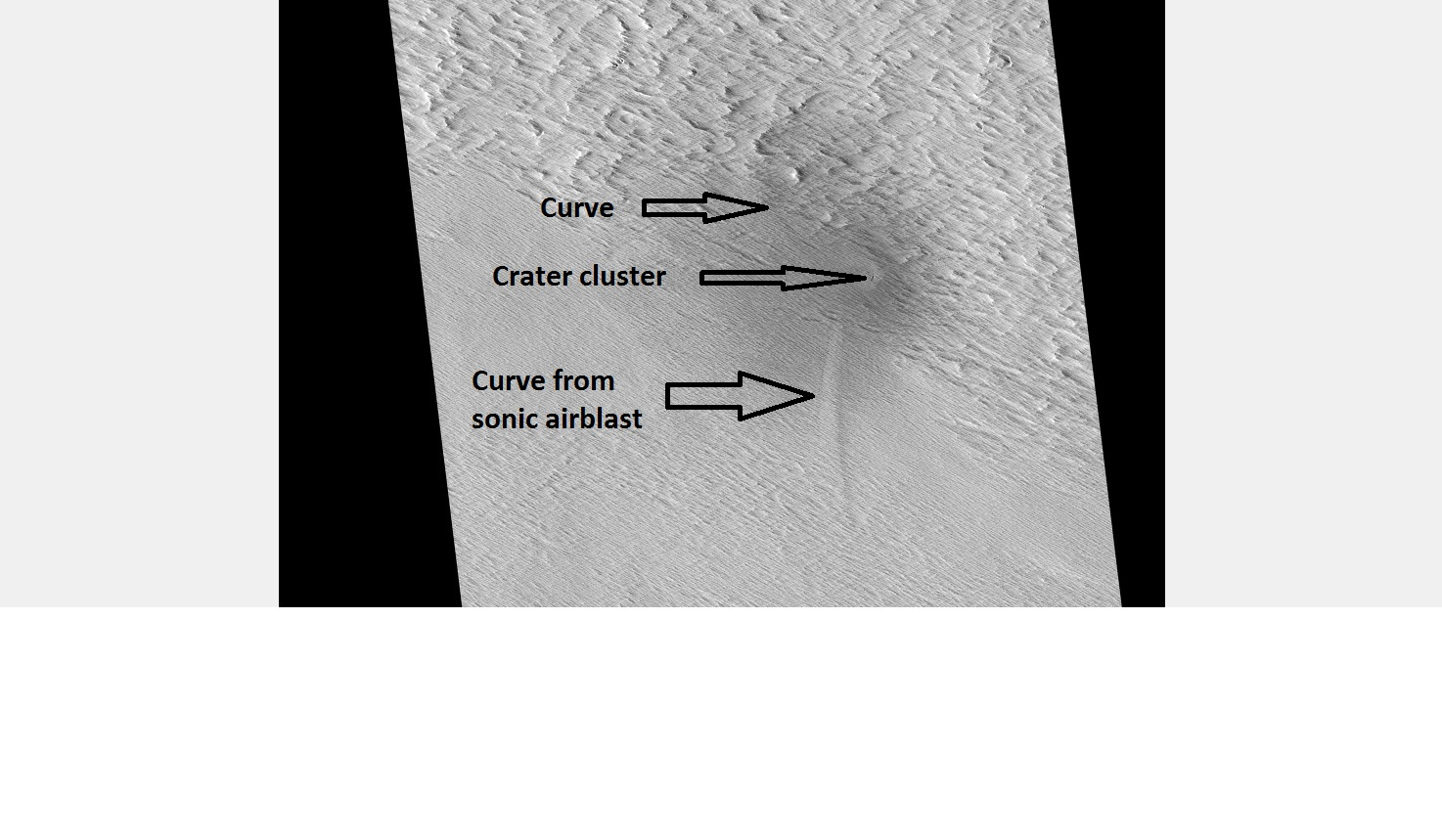
该照片显示了陨坑群和陨石喷流形成的曲线。陨石引起的气流造成陡坡上的尘埃崩塌，图像来自高分辨率成像科学设备。
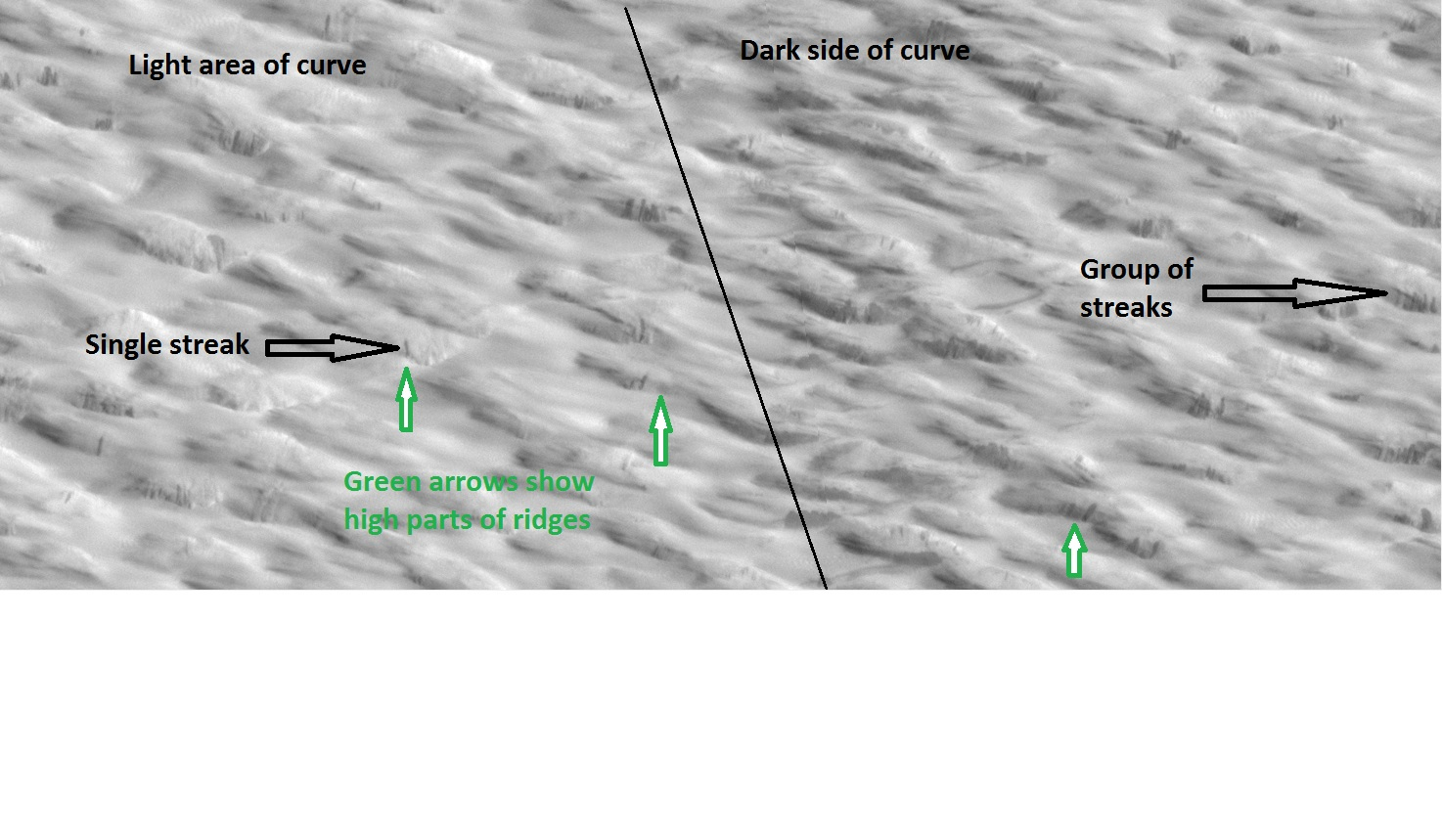
上一幅图像明暗分界区的特写，图像中间的黑线显示了明、暗弯曲线区之间的分界。绿色箭头表示山脊高地。当来自陨石气流的冲击时降临时，松散的尘埃则沿着陡坡向下滚落。图像来自高分辨率成像科学设备。

## 形成速率

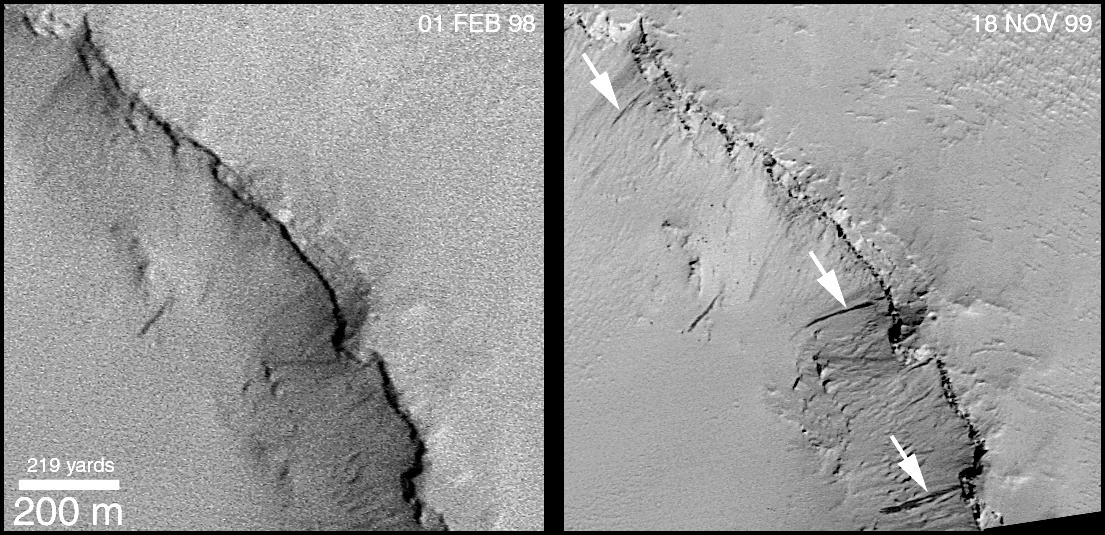
1998年2月至1999年11月，火星轨道相机（MOC）在阿波里那山附近发现了新形成的斜坡条纹。

斜坡条纹是现今火星表面还在形成中的少数地貌学特征之一，通过比较20世纪70年代海盗号轨道飞行器与20世纪90年代末火星全球探勘者号火星轨道器相机所拍摄的同一位置图像，首次发现了新的条纹。新条纹的出现表明，火星上仍在活跃地形成斜坡条纹，至少在每年到每十年的时间尺度上。后来，使用重叠相隔数天到数年的火星轨道相机图像进行统计处理表明，火星上可能以每70天左右的速率形成斜坡条纹。如果准确的话，这一速率表明，斜坡条纹是在火星表面观察到的最具活力的地质特征。
暗坡条纹的褪色和消失速度比新出现的慢得多。海盗号图像中发现的大多数条纹在几十年后仍然可见，尽管少数已经消失。研究人员推断，条纹出现的速度比消失的速度快10倍，而且火星上的斜坡条纹数量在过去三十年中有所增加。这种不平衡现象不太可能在地质上持续很长时间。解决这种不平衡的一种可能状况是，条纹虽能持续数个世纪，但在极为罕烈的沙尘暴（自海盗号以来，火星上从未观测到如此大规模的风暴）之后，条纹会被“整体”擦除干净。风暴平息后，一层厚厚的新尘埃沉积下来，接下来又会开始新一轮的条纹形成。最近发表在《伊卡洛斯》上的一项研究发现，暗坡条纹至少能维持约40年。研究人员通过对比海盗号和火星勘测轨道飞行器背景相机拍摄的吕科斯沟脊地一处区域的图像，发现海盗号首次观察到的条纹已全部消失，其表面已被新的条纹所替代。

## 类似物和相关特征
暗坡条纹与火星上其他一些小型、与斜坡相关的特征有关，或表面上相类似。这些特征包括浅色条纹、雪崩疤痕和重现性斜坡线。水迹是发生在地球两极地区的特征，它们也类似于暗坡条纹和复发性斜坡线，但尚未在火星上被看到过。火星上许多斜坡特征可能源于一系列位于相反端的干燥崩塌和少量河流（与水相关）活动作用。冲沟是火星南半球中纬度区斜坡上另一种常见特征，它们在各类文献中受到了广泛关注，但在此不作讨论。

### 浅色条纹
浅色斜坡条纹是指比周围地表色调更淡（约2%）的条纹（见图片集中的F图），它们比暗坡条纹要少见得多，但这两种类型的条纹具有相似的形态，并且都出现在火星相同的区域。有证据表明，浅色斜坡条纹比暗坡条纹更古老，从未观察到过新的浅色斜坡条纹，在一些图像中可以看到暗坡条纹覆盖在浅色条纹上，表明前者比后者更年轻。浅色条纹很可能是由已过渡到部分褪色阶段的旧暗坡条纹所形成。这一假设得到了地理证据的支持，这些证据表明，在新的暗坡条纹形成率较低的地区，浅色斜坡条纹更为常见。换言之，浅色条纹相对较多的区域往往不太活跃，并且包含较多古老的暗条纹。

### 雪崩疤痕
具有丰富斜坡条纹的区域也包含明显属不同类别的雪崩疤痕，这种疤痕在形态和大小上类似于斜坡条纹(见图片集中的G图），通常有数米深和数百米长。它们起始于斜坡上的一个高点（有时是一座极小，几乎无法确定的撞击坑），边缘呈三角形般样式向下倾泻。在记录的示例中，约有一半可在坡下看到摊积的碎屑堆，这些特征最初被称为“米级厚的雪崩疤痕”，这些特征被认为与斜坡条纹不同。然而，来自火星勘测轨道飞行器高分辨率成像科学设备拍摄的更高分辨率图像表明，米级厚的雪崩疤痕与斜坡条纹是相关的，是由尘埃雪崩形成的活跃块体运动特征连续体的一部分。

### 重现性坡线（暖季流）
2011年夏，《科学》杂志上发表了一篇论文，描述了一类新的斜坡特征，其特征表明它们是由季节性液态水释放形成的(见图片集中的H图和I图），被称为重现性坡线（RSL），这些特征引起了相当多媒体的关注。重现性坡线是一种狭窄（0.5至5米）的深色线条，倾向于出现在南半球南纬48度至南纬32度之间陡峭、面朝赤道的斜坡上。重复的高分辨率成像科学设备图像显示，这些线条在温暖季节会逐渐出现和生长，而在寒冷季节则逐渐消失。重现性坡线与暗坡条纹只是表面相似，它们的宽度则要小得多，并且具有与暗坡条纹不同的地理分布模式和斜坡属性。重现性坡线似乎出现在地表温度季节性高达250–300K（摄氏-23度到27度）的岩床坡上。在火星年的某些时段，这些位置可能有利于液体盐水从渗出物中流出。与重现性坡线不同的是，暗坡条纹似乎在整个火星年中偶尔出现，它们的触发似乎与季节或大型区域性事件无关。

### 水迹
水迹是地球北极和南极地区永久冻土占主导地位的地形中常见但很少研究的斜坡特征。由于水被引入在地表下永久冻土顶部，因此，该区域的土壤湿度得以提高。虽然火星上还没有明确的水迹，但一些研究人员已经注意到它们在形态和光谱上与火星的斜坡条纹相似。与暗坡条纹一样，水迹也是在下坡方向上延伸的狭窄、带分支的特征。相较于周围地表，它们通常显得略微暗淡，很少或根本察觉不出起伏变化。即使在达到峰流情况下，它们通常看起来像宽度不到60米，长约数百米的潮湿、变暗的小块土壤。在冬季，暗色的表面会变色消失在冻结的水迹中，使他们几乎无法被察觉.。

## 图片集
下面的图集显示了暗坡条纹及相关特征，要查看标题和文本中描述的特征，请点击放大图像。

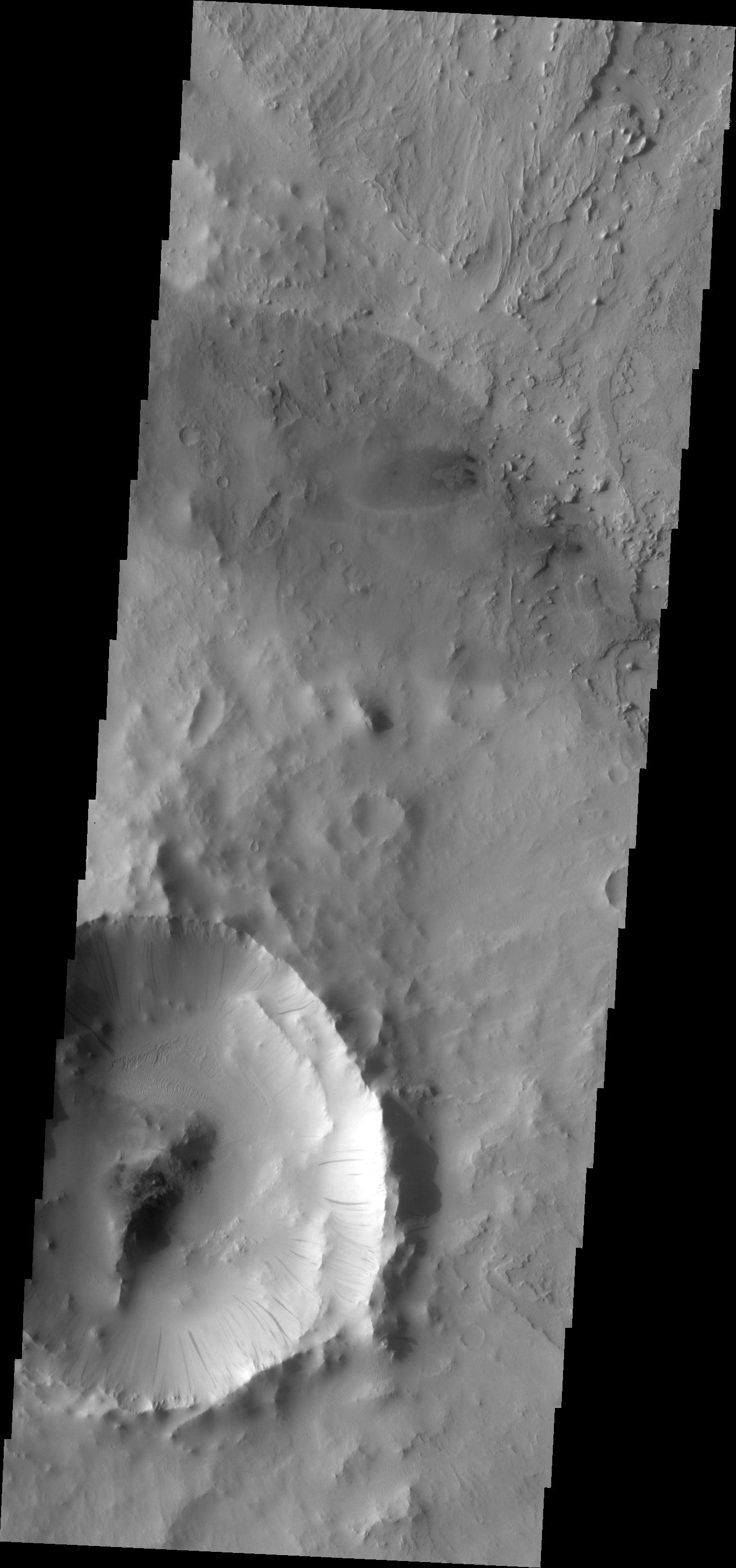
A. 相较于更大、与风有关的反照率特征（图像中上部椭圆形斑块），暗坡条纹则是沿陨坑东南壁延伸的细小线型反照率特征。该图像来自火星奥德赛号探测器热辐射成像系统拍摄的可见光照片，区域范围约25公里宽，上方为北。
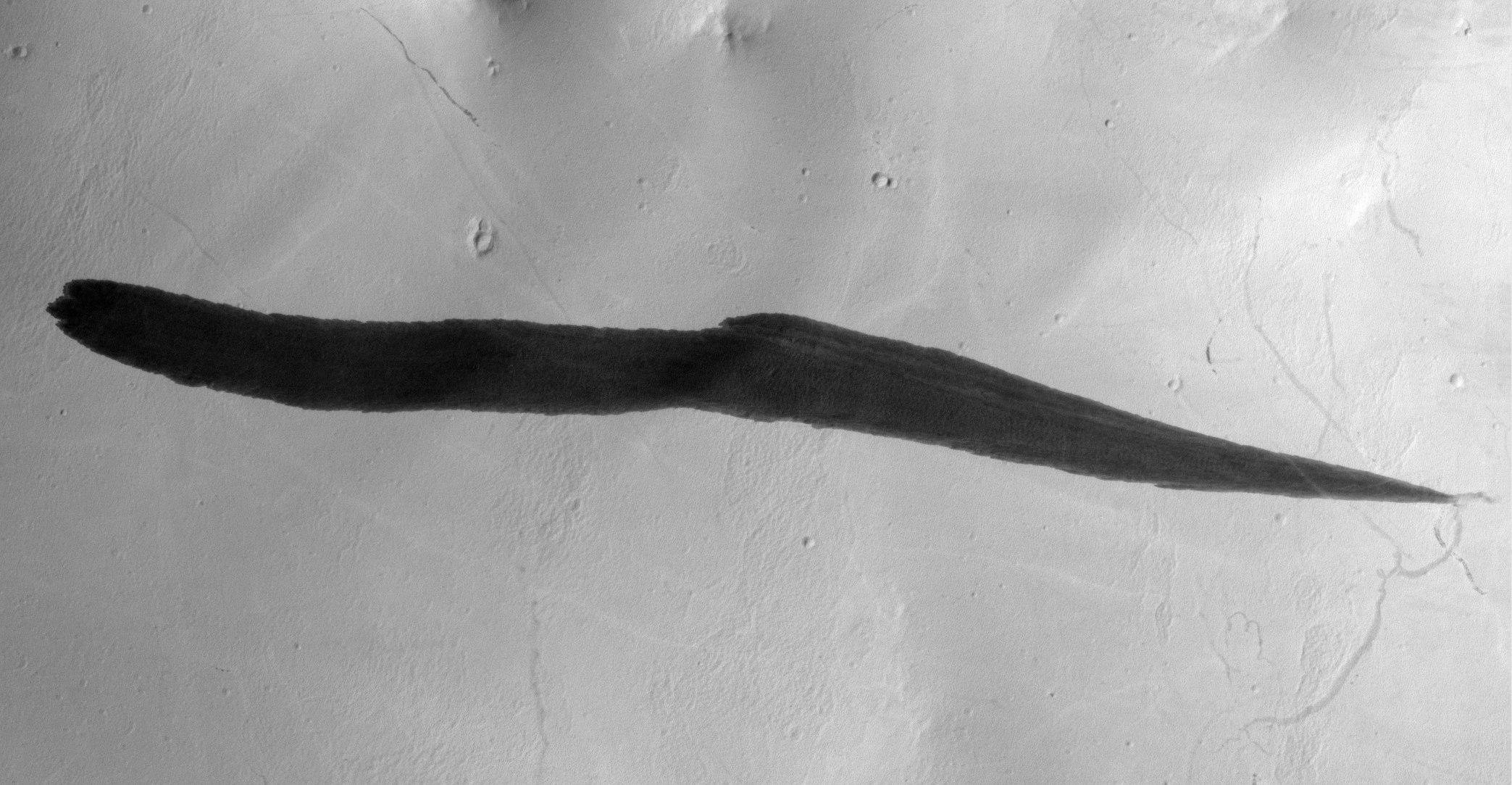
B. 这种黑坡条纹可能是由尘暴风引起的，可看到一条薄薄的尘暴痕迹穿过斜坡条纹的顶点。这幅火星勘测轨道飞行器高分辨率成像科学设备图像区域1.8公里。
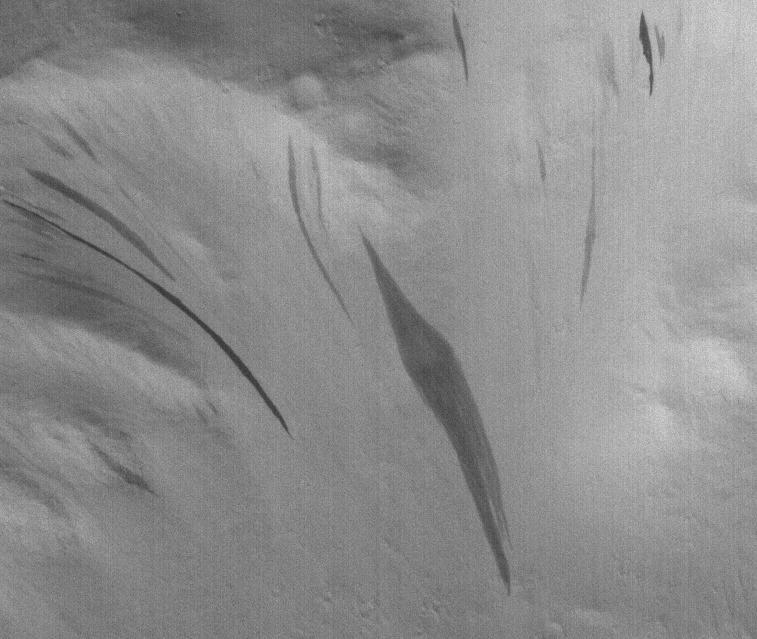
C. 狄阿克里亚区的暗坡条纹，由火星全球探勘者号上的火星轨道器相机拍摄。
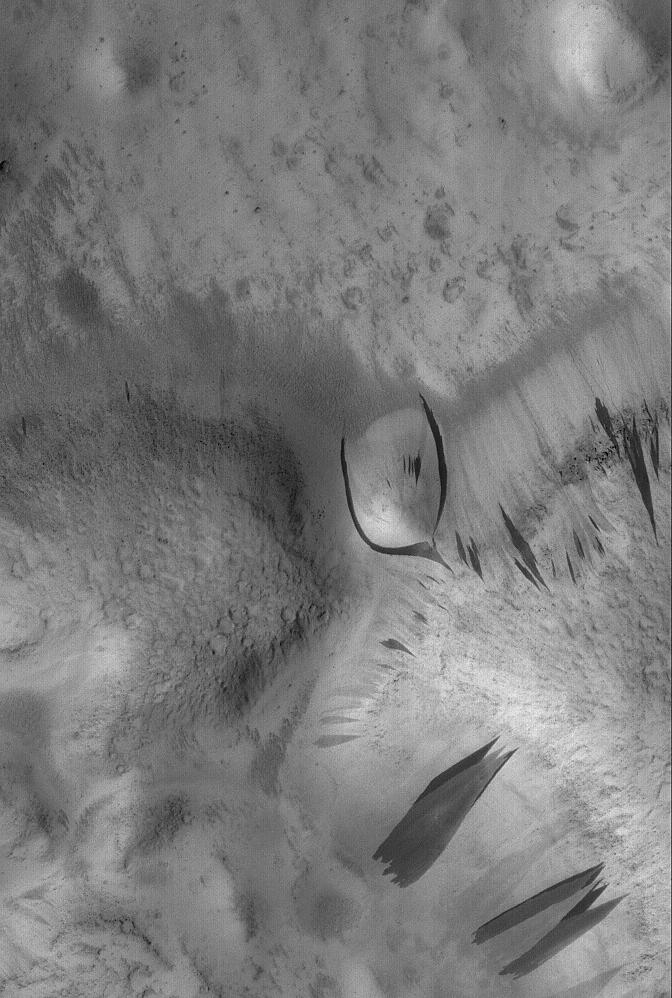
D. 火星轨道器相机观察到的佛勒格拉山脊群区的暗坡条纹，图像中心附近的条纹环一座小丘绕道。图像区域约3公里（1.9英里)。
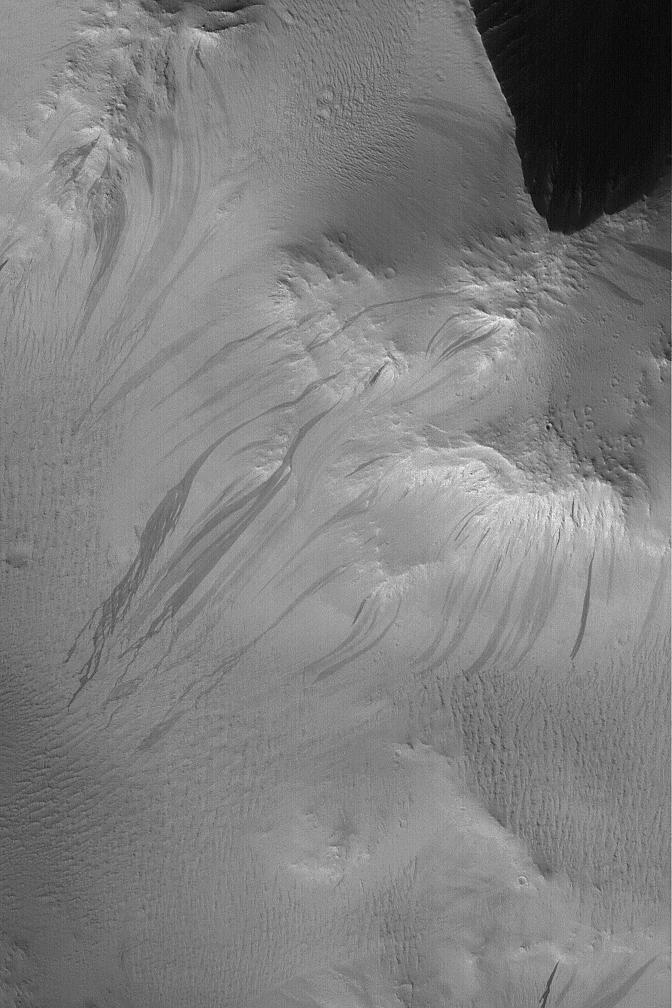
E. 火星轨道器相机看到的吕科斯沟脊地区吻合型（网结状）斜坡条纹，其形态类似于流体流动产生的特征。图像区域约为3公里（1.9英里）。
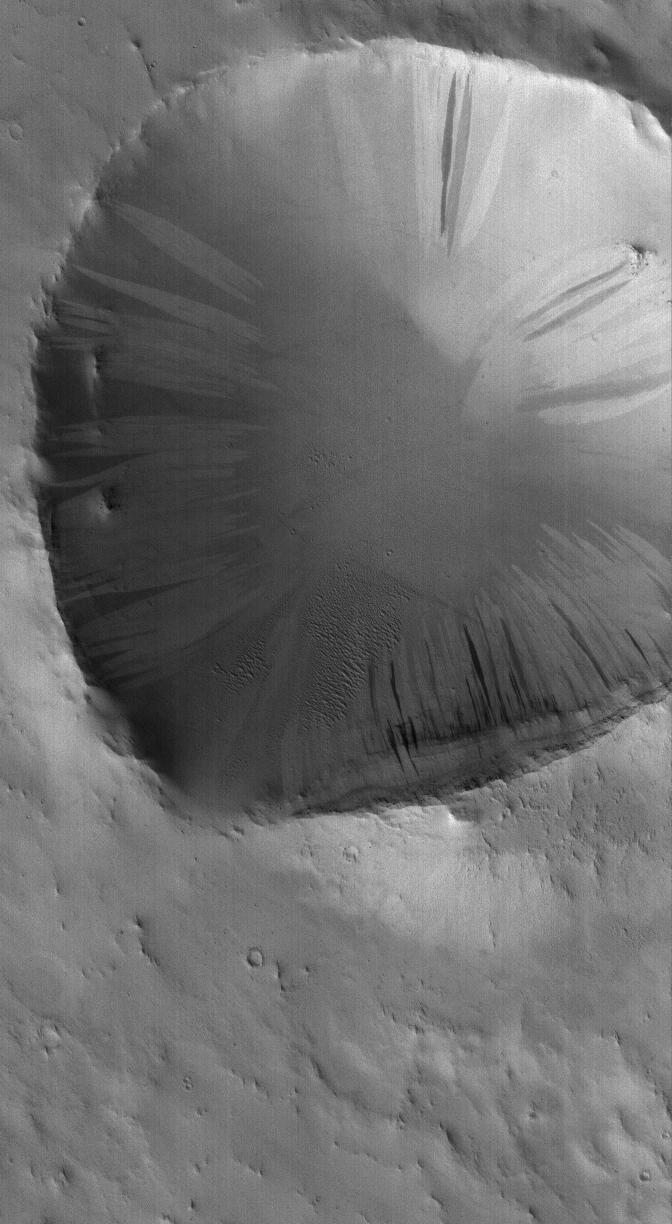
F. 通过火星轨道器相机可看到，阿拉伯高地的这座撞击坑坑壁上同时出现了暗色和浅色的斜坡条纹，光度测定分析表明，条纹的亮度为固有的，并非由照明条件或被观察物体的几何形状所引起[1]。
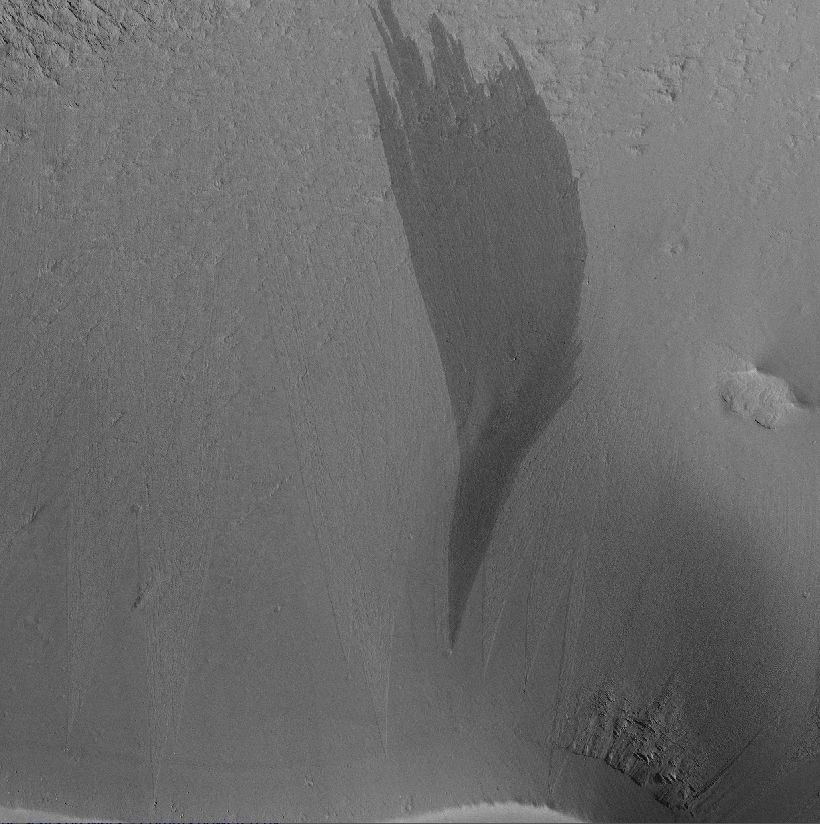
G. 与暗斜坡条纹相关的低浅雪崩疤痕，斜坡条纹与疤痕具有相同的尖顶和三角面形态，表明这两种类型的特征具有相似的起源。图像来自高分辨率成像科学设备。
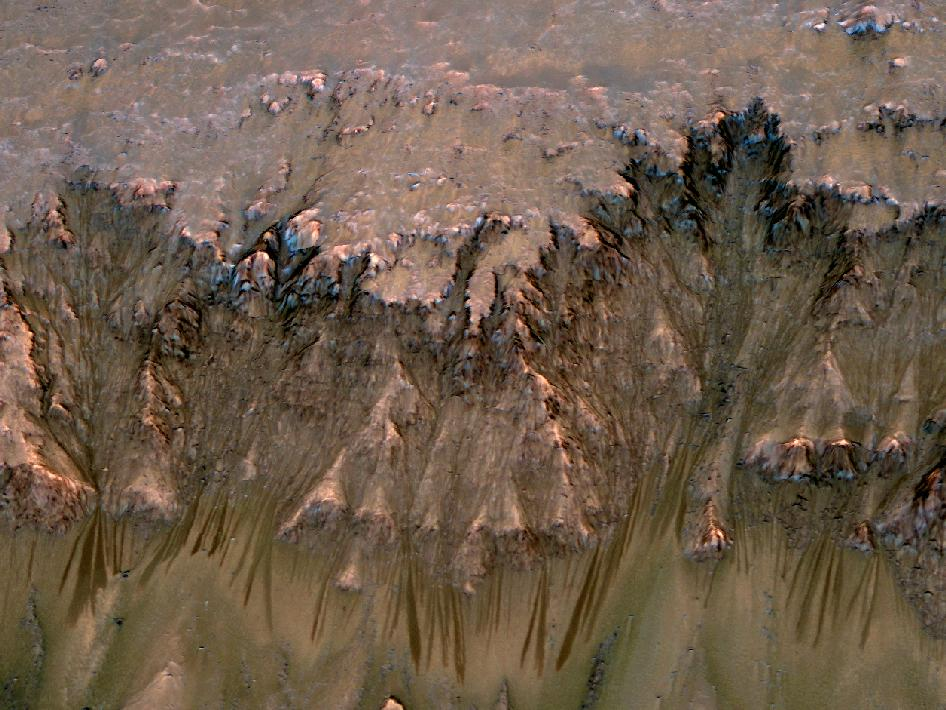
H. 高分辨率成像科学设备看到的重现性斜坡线。
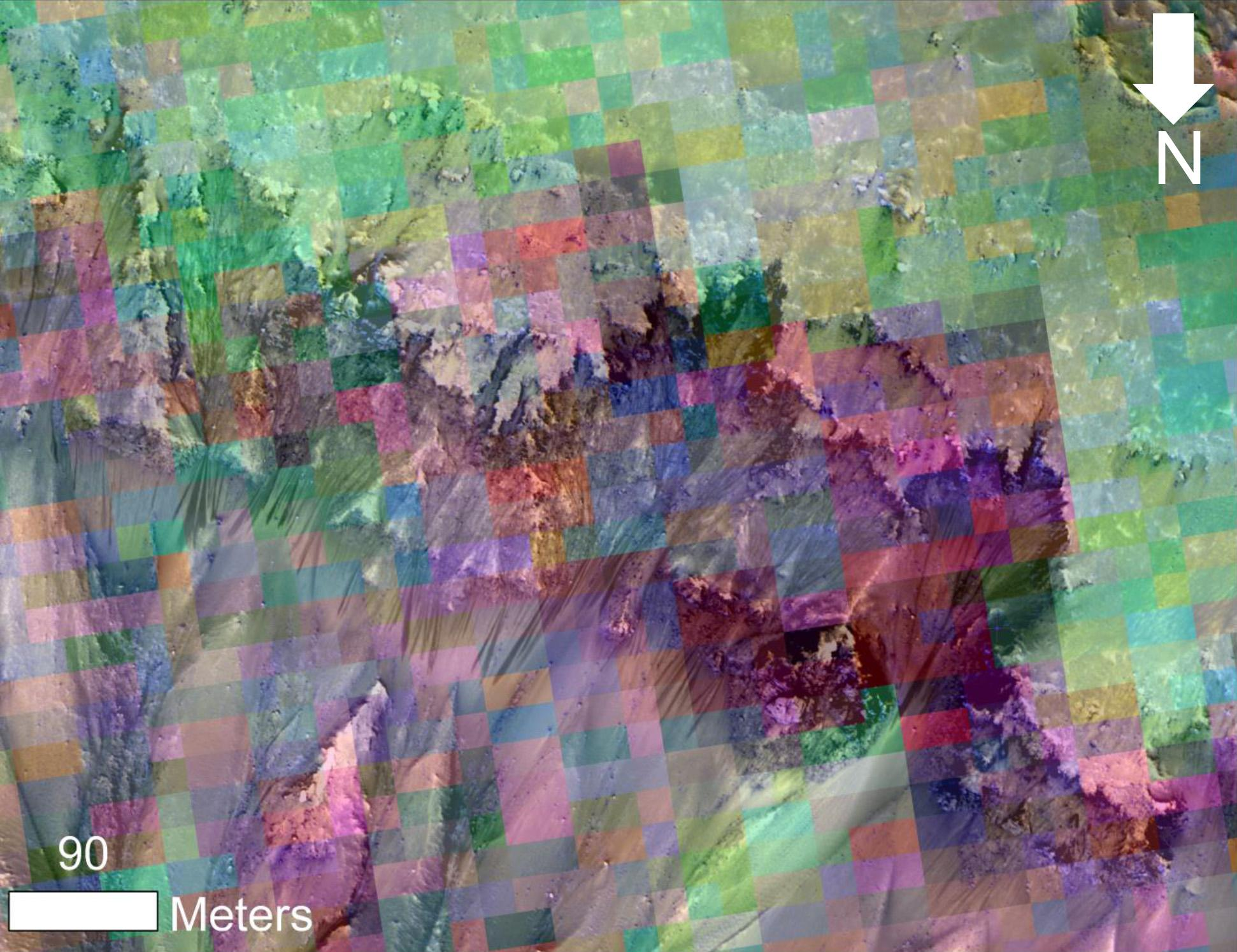
I.火星斜坡上季节性的暗色流体，“重现性坡线”（RSL）（2007年11月2日）[39]。
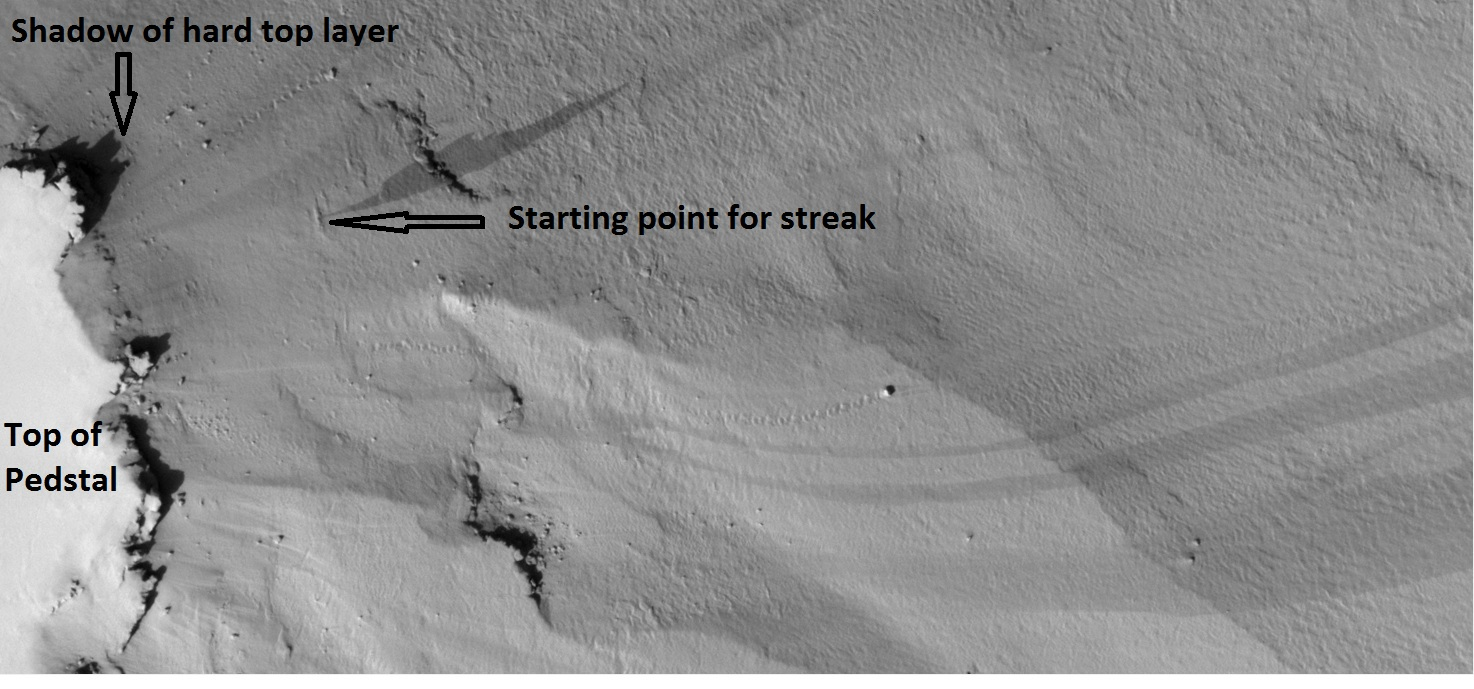
HiWish计划下高分辨率成像科学设备看到的底座形撞击坑顶部附近的暗坡条纹。
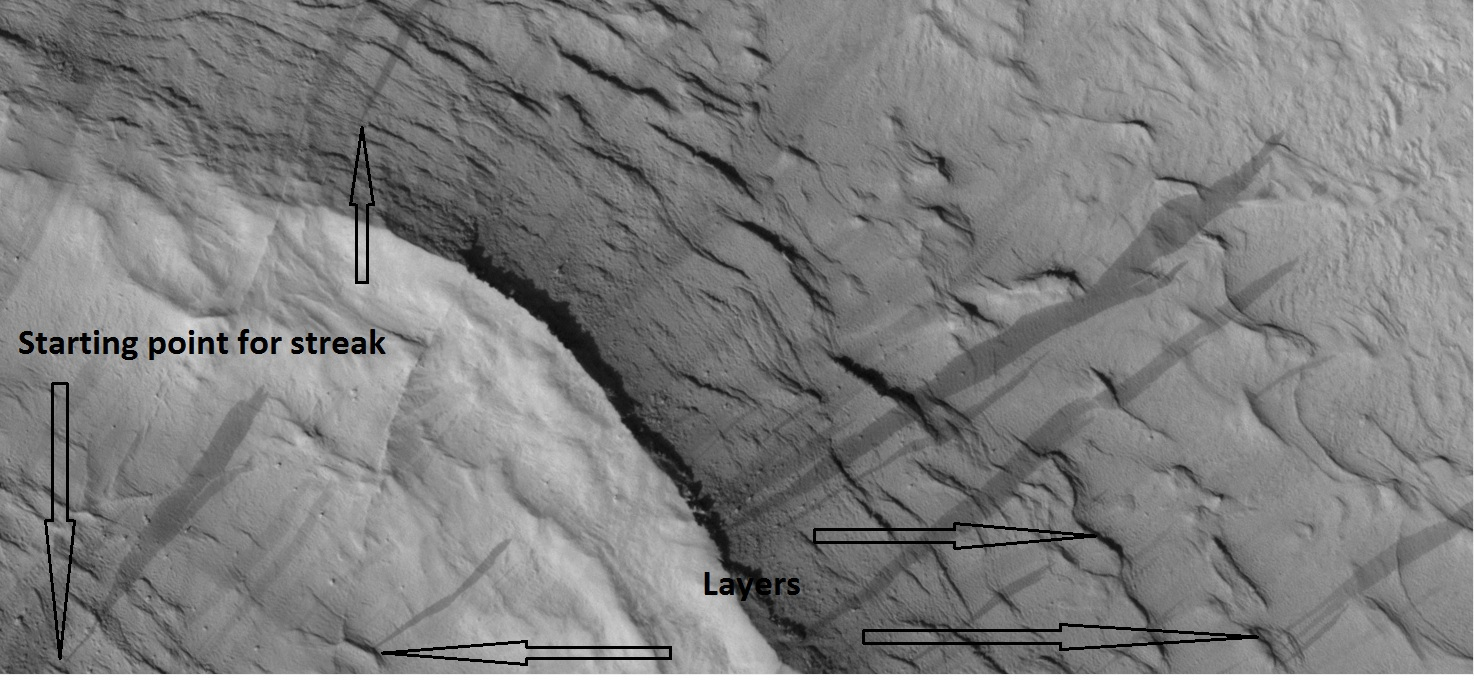
HiWish计划下高分辨率成像科学设备看到的底座形撞击坑附近的暗坡条纹和岩层。
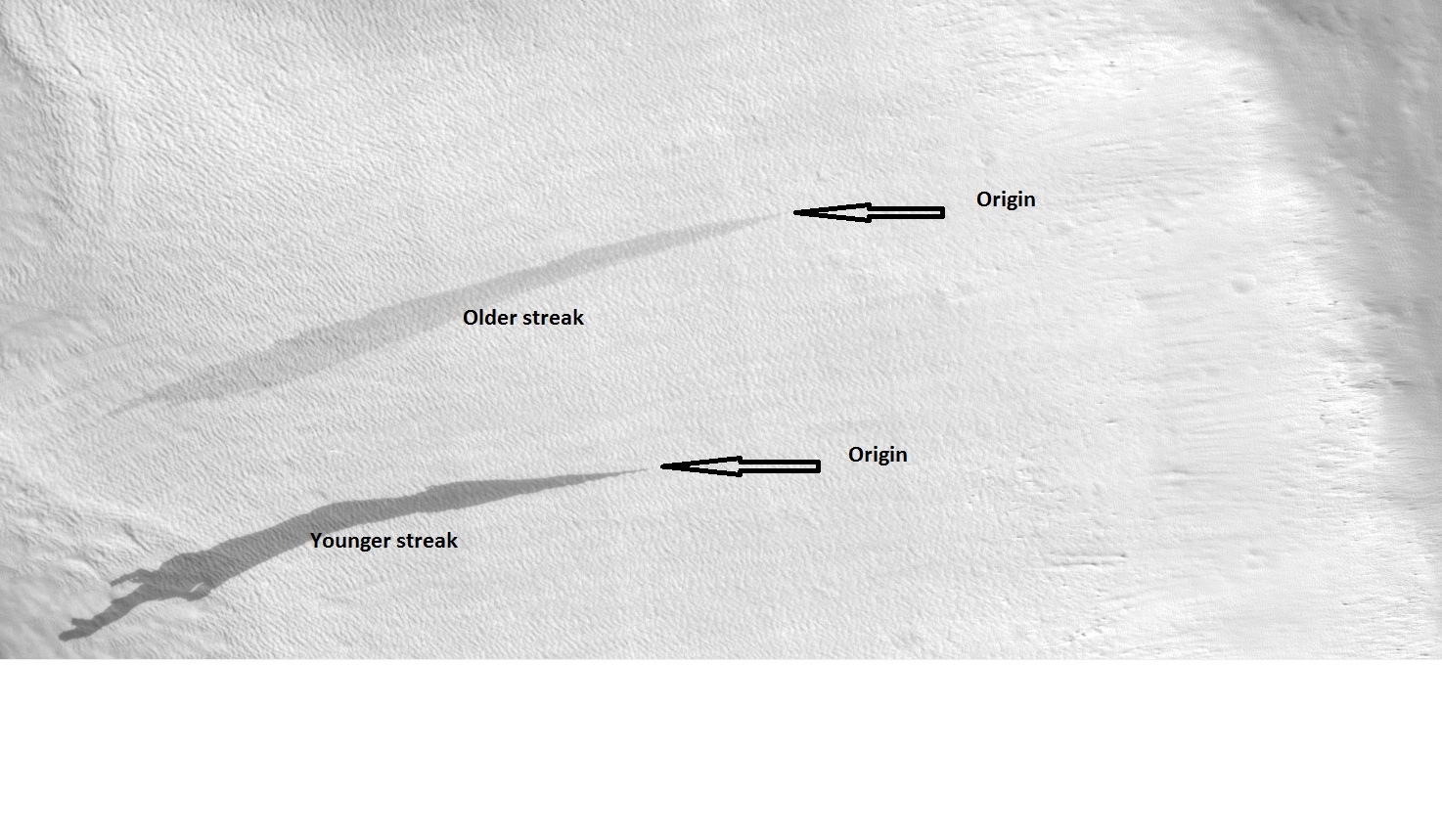
HiWish计划下高分辨率成像科学设备看到的狄阿克里亚区年轻和古老的暗色条纹。
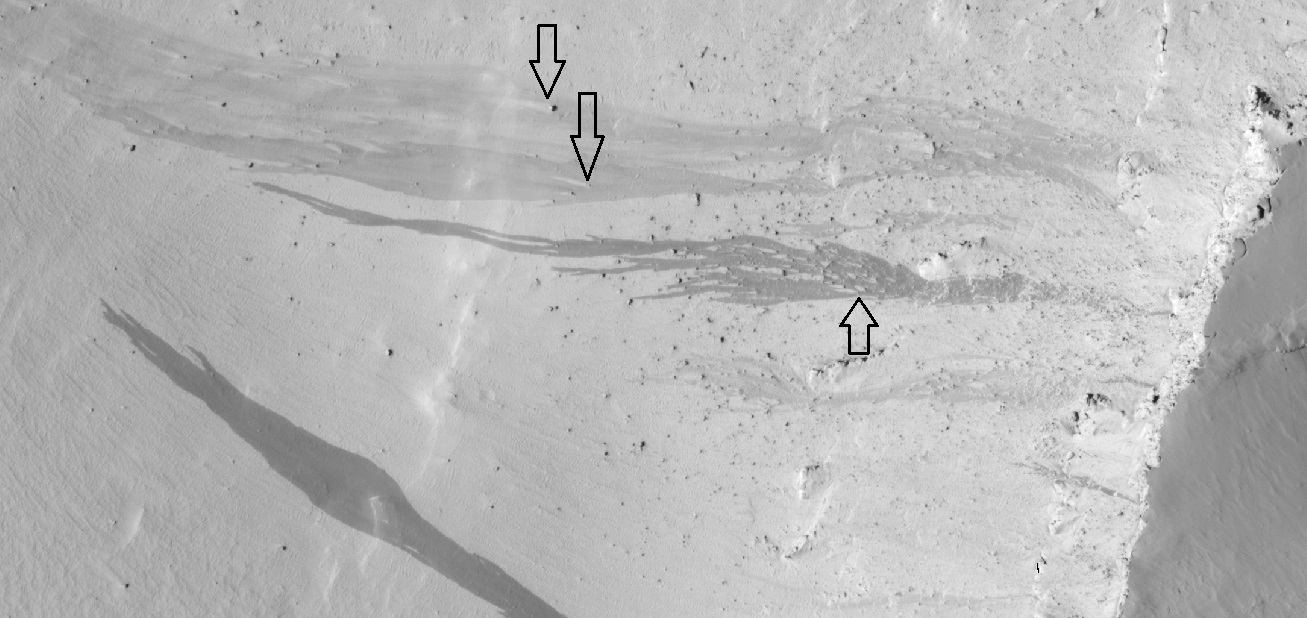
HiWish计划下高分辨率成像科学设备看到的暗色条纹，箭头显示了巨石如何影响了条纹的形状。
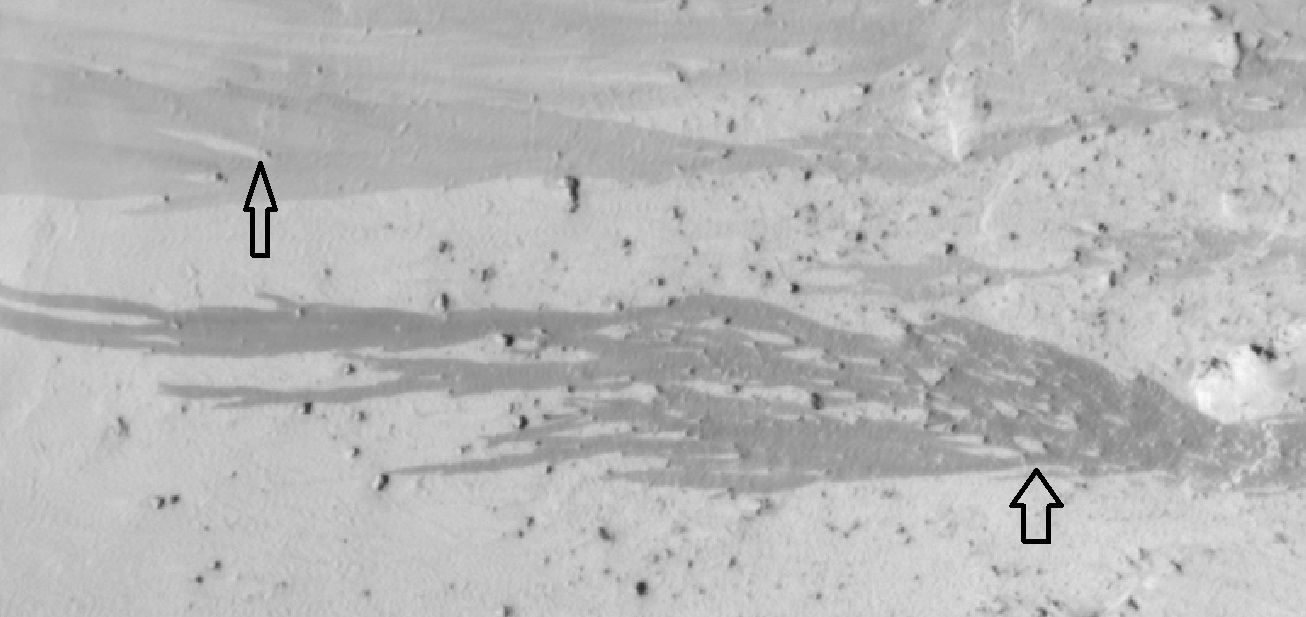
HiWish计划下高分辨率成像科学设备看到的暗色条纹，箭头显示了巨石如何影响了条纹的形状。

## 延伸阅读
- Barlow, N.G. (2008). Mars: An Introduction to Its Interior, Surface, and Atmosphere; Cambridge University Press: Cambridge, UK, ISBN 978-0-521-85226-5.
- Hartmann, William, K. (2003). A Traveler’s Guide to Mars: The Mysterious Landscapes of the Red Planet; Workman: New York, ISBN 0-7611-2606-6.